# Schweizer Meisterschaften im Skilanglauf 2007
Die Schweizer Meisterschaften im Skilanglauf 2007 fanden in Steg statt. Vom 11. bis 14. Januar 2007 wurden die Einzelrennen, Doppelverfolgungsrennen und Sprintrennen ausgetragen. Die Massenstartrennen und Staffelrennen fanden am 31. März und 1. April 2007 statt. Ausrichter war der Liechtensteinische Skiverband.

## Ergebnisse Herren

### Sprint klassisch
| Platz | Name                | Verein                  |
| ----- | ------------------- | ----------------------- |
| 1     | Peter von Allmen    | Bex                     |
| 2     | Christian Stebler   | Bannalp-Wolfenschiessen |
| 3     | Valerio Leccardi    | Gardes-Frontière        |
| 4     | Christoph Eigenmann | Gardes-Frontière        |
| 5     | Andreas Waldmeier   | TG Hütten               |
| 6     | Jöri Kindschi       | Davos                   |
| 7     | Eligius Tambornino  | Club da skis Trun       |
| 8     | Roman Lischer       | Marbach                 |

Datum: 13. Januar

Es waren 31 Läufer am Start. Das Rennen der U20 mit 22 Teilnehmern gewann Philipp Rüfli.

### 15 km Freistil Einzel
| Platz | Name               | Verein                  | Zeit        |
| ----- | ------------------ | ----------------------- | ----------- |
| 1     | Remo Fischer       | Arve Mols               | 32:02,6 min |
| 2     | Curdin Perl        | Bernina Pontresina      | 32:05,0 min |
| 3     | Christian Stebler  | Bannalp-Wolfenschiessen | 32:29,2 min |
| 4     | Marco Mühlematter  | SC-Oberhasli            | 33:06,8 min |
| 5     | Christoph Schnider | Flühli                  | 33:16,2 min |
| 6     | Ben Sim            | Australien              | 33:53,8 min |
| 7     | Philipp Rubin      | SC-Oberhasli            | 33:53,9 min |
| 8     | Armon Steiner      | SAS Bern                | 33:55,9 min |
| 9     | Rafael Ratti       | Zuoz                    | 34:15,6 min |
| 10    | Bruno Joller       | Bannalp-Wolfenschiessen | 34:16,2 min |

Datum: 11. Januar

Es waren 35 Läufer am Start. Das Rennen der U20 gewann Benjamin Weger.

### 20 km Doppelverfolgung
| Platz | Name                | Verein                  | Zeit        |
| ----- | ------------------- | ----------------------- | ----------- |
| 1     | Gion Andrea Bundi   | SSC Rätia Chur          | 47:04,3 min |
| 2     | Christian Stebler   | Bannalp-Wolfenschiessen | 47:04,4 min |
| 3     | Christoph Schnider  | Flühli                  | 47:39,4 min |
| 4     | Marco Mühlematter   | SC-Oberhasli            | 47:56,0 min |
| 5     | Rafael Ratti        | Zuoz                    | 47:59,4 min |
| 6     | Curdin Perl         | Bernina Pontresina      | 48:17,8 min |
| 7     | David Romer         | Arve Mols               | 48:21,3 min |
| 8     | Valerio Leccardi    | Gardes-Frontière        | 48:23,4 min |
| 9     | Jöri Kindschi       | Davos                   | 48:29,1 min |
| 10    | Christoph Eigenmann | Gardes-Frontière        | 49:05,9 min |

Datum: 14. Januar

Es waren 24 Läufer am Start. Das Rennen der U20 gewann Philipp Rüfli.

### 50 km klassisch Massenstart
| Platz | Name                | Verein                  | Zeit        |
| ----- | ------------------- | ----------------------- | ----------- |
| 1     | Dario Cologna       | Val Müstair             | 2:09:48,0 h |
| 2     | Remo Fischer        | Arve Mols               | 2:10:11,8 h |
| 3     | Christian Stebler   | Bannalp-Wolfenschiessen | 2:10:42,3 h |
| 4     | Toni Livers         | Gardes-Frontière        | 2:12:05,7 h |
| 5     | Gion Andrea Bundi   | SSC Rätia Chur          | 2:12:48,3 h |
| 6     | Valerio Leccardi    | Gardes-Frontière        | 2:13:04,8 h |
| 7     | Jöri Kindschi       | Davos                   | 2:14:05,9 h |
| 8     | Peter von Allmen    | Bex                     | 2:14:33,0 h |
| 9     | David Romer         | Arve Mols               | 2:14:47,8 h |
| 10    | Christoph Eigenmann | Gardes-Frontière        | 2:14:48,7 h |

Datum: 31. März

Es waren 31 Läufer am Start. Das Rennen der U20 über 30 km gewann Noe Tüfer.

### Staffel
| Platz | Team                                                                  | Zeit        |
| ----- | --------------------------------------------------------------------- | ----------- |
| 1     | Gardes-FrontièreThomas Diezig Valerio Leccardi Toni Livers            | 1:10:17,5 h |
| 2     | Bannalp-WolfenschiessenChristian Stebler Bruno Joller Seppi Hurschler | 1:12:07,5 h |
| 3     | SC DavosReto Burgermeister Joel Heer Thomas Frei                      | 1:13:39,3 h |
| 4     | SAS BernGaudenz Flury Mauro Gruber Christoph Burckhardt               | 1:13:59,5 h |
| 5     | SC Arve MolsAndreas Romer David Romer Remo Fischer                    | 1:14:11,9 h |
| 6     | SC FlühliChristoph Schnider Ueli Schnider David Schnider              | 1:15:08,9 h |
| 7     | Am BachtelClaudio Böckli Hans-Heiri Spoerry Jürg Kunz                 | 1:16:38,0 h |
| 8     | SAS BernArno Peng Stephan Kunz Fabian Birbaum                         | 1:18:54,1 h |

Datum: 1. April

Es waren 10 Staffeln am Start.

## Ergebnisse Frauen

### Sprint klassisch
| Platz | Name             | Verein                  |
| ----- | ---------------- | ----------------------- |
| 1     | Laurence Rochat  | Les Charbonnières       |
| 2     | Seraina Mischol  | Davos                   |
| 3     | Flurina Bachmann | Bernina Pontresina      |
| 4     | Ursina Badilati  | Sportiva Palü Poschiavo |
| 5     | Muriele Hüberli  | SAS Bern                |
| 6     | Lena Pichard     | Les Diablerets          |
| 7     | Bettina Gruber   | SAS Bern                |
| 8     | Rhonda Sandau    | Kanada                  |

Datum: 13. Januar

Das Rennen der U20 mit 11 Teilnehmern gewann Tatjana Stiffler.

### 10 km Freistil Einzel
| Platz | Name                      | Verein                  | Zeit         |
| ----- | ------------------------- | ----------------------- | ------------ |
| 1     | Silvana Bucher            | Entlebuch               | 24:37,6 min. |
| 2     | Natascia Leonardi Cortesi | SC Bedretto             | 25:11,3 min. |
| 3     | Seraina Boner             | Klosters                | 25:13,1 min. |
| 4     | Doris Trachsel            | Plasselb                | 25:23,4 min. |
| 5     | Ursina Badilati           | Sportiva Palü Poschiavo | 25:26,6 min. |
| 6     | Rhonda Sandau             | Kanada                  | 25:40,3 min. |
| 7     | Muriele Hüberli           | SAS Bern                | 25:52,1 min  |
| 8     | Lena Pichard              | Les Diablerets          | 25:53,3 min  |
| 9     | Katherine Calder          | Australien              | 26:36,0 min  |
| 10    | Theres Kläsi              | Am Bachtel              | 27:02,7 min  |

Datum: 11. Januar

Siegerin bei der U20 über 5 km wurde Laurien van der Graaff.

### 10 km Doppelverfolgung
| Platz | Name                      | Verein                  | Zeit         |
| ----- | ------------------------- | ----------------------- | ------------ |
| 1     | Laurence Rochat           | Les Charbonnières       | 25:42,7 min. |
| 2     | Seraina Mischol           | Davos                   | 25:47,0 min. |
| 3     | Ursina Badilati           | Sportiva Palü Poschiavo | 26:18,3 min. |
| 4     | Doris Trachsel            | Plasselb                | 26:27,4 min. |
| 5     | Muriele Hüberli           | SAS Bern                | 26:52,2 min. |
| 6     | Natascia Leonardi Cortesi | SC Bedretto             | 26:56,5 min. |
| 7     | Laurien van der Graaff    | Davos                   | 27:07,6 min  |
| 8     | Tatjana Stiffler          | Davos                   | 27:08,0 min  |
| 9     | Lena Pichard              | Les Diablerets          | 27:23,8 min  |
| 10    | Lucy Pichard              | Les Diablerets          | 27:43,9 min  |

Datum: 14. Januar

Siegerin bei der U20 wurde Laurien van der Graaff.

### 30 km klassisch Massenstart
| Platz | Name             | Verein                  | Zeit        |
| ----- | ---------------- | ----------------------- | ----------- |
| 1     | Seraina Mischol  | Davos                   | 1:32:54,6 h |
| 2     | Seraina Boner    | Klosters                | 1:33:13,3 h |
| 3     | Ursina Badilati  | Sportiva Palü Poschiavo | 1:33:48,4 h |
| 4     | Muriele Hüberli  | SAS Bern                | 1:36:18,1 h |
| 5     | Lena Pichard     | Les Diablerets          | 1:37:23,8 h |
| 6     | Bettina Gruber   | SAS Bern                | 1:38:56,1 h |
| 7     | Doris Trachsel   | Plasselb                | 1:41:10,4 h |
| 8     | Theres Kläsi     | Am Bachtel              | 1:42:18,9 h |
| 9     | Rahel Imoberdorf | SAS Bern                | 1:43:00,6 h |
| 10    | Rebecca Aubert   | Orient – Sentier        | 1:43:21,6 h |

Datum: 31. März

Es waren 14 Läuferinnen am Start. Siegerin bei der U20 wurde Laurien van der Graaff.

### Staffel
| Platz | Team                                                            | Zeit        |
| ----- | --------------------------------------------------------------- | ----------- |
| 1     | SC DavosTatjana Stiffler Seraina Mischol Laurien van der Graaff | 39:36,0 min |
| 2     | SAS BernBettina Gruber Muriele Hüberli Sandra Gredig            | 40:57,0 min |
| 3     | Les DiableretsLena Pichard Marlyse Breu Lucy Pichard            | 42:18,3 min |
| 4     | SC KlostersAndrea Senteler Seraina Boner Seraina Gruber         | 42:36,6 min |
| 5     | MarbachKäthy Aeschlimann Christine Lötscher Silvia Bäck-Egli    | 44:27,9 min |
| 6     | Am BachtelSarah Holzgang Theres Kläsi Rebecca Vontobel          | 44:52,3 min |
| 7     | SAS BernRahel Imoberdorf Sarah Zeiter Simone Bürgler            | 45:10,2 min |
| 8     | SC VättisStefanie Sprecher Barbara Jäger Patricia Sprecher      | 45:13,6 min |

Datum: 1. April

Es waren 13 Staffeln am Start.